# 阿拉帕霍人
阿拉帕霍人（英文：Arapaho；法語：Arapahos，Gens de Vache）是歷史上生活在科羅拉多州和懷俄明州平原上的大平原原住民部落。他們是夏安族部落的親密盟友，與拉科塔和達科他人有著鬆散的聯盟。他們使用的是和阿爾岡昆語同族的阿拉帕霍語和格羅斯文特語。
到19世紀50年代，阿拉帕霍人分成了兩個部落：北阿拉帕霍和南阿拉帕霍。自1878年以來，北阿拉帕霍人在懷俄明州風河保護區與東休休尼族一起生活，獲聯邦承認為風河保護區的阿拉帕霍部落。南阿拉帕霍人與俄克拉荷馬州的南夏延人住在一起。他們的成員一起被註冊為聯邦認可的夏安和阿拉帕霍部落。

## 名稱
「阿拉帕霍」一詞的起源不明。有指是歐洲人使用波尼族詞彙中的商人「iriiraraapuhu」演變出來，又或者由克羅語中的「紋身」一詞訛用而成。阿拉帕霍人自稱或（指「我們的人」、「我們的同類」）。他們把他們的部落稱為（阿拉帕霍民族）。夏安族稱他們為或（天上的人）；達科他人稱之為（藍雲之人），而拉科塔人和阿西尼博因人則稱之為（藍天的人）。
卡多人稱他們為，威奇托人稱他們為，而科曼奇人則稱他們為。三者都意指「吃狗的人」。波尼族、猶他人和其他部落都使用意指「吃狗的人」的名稱來稱呼他們。
北阿拉帕霍人自稱或者（白鼠尾草人），南阿拉帕霍人稱其為或者（紅柳人）。至於後者又被北方親戚稱為或（南方人）。北阿拉帕霍人又被稱為（血湯人）。
夏安人採用了阿拉帕霍人的用語並且稱呼北阿拉帕霍人為「Vanohetan」或「Vanohetaneo / Váno'étaneo'o」（鼠尾草（草叢）之人），南阿拉帕霍人為「Nomsen'nat」或「Nomsen'eo」（南方人）。

## 歷史
阿拉帕霍人由格羅斯文特人分化而來，自始至終都是夏延人的同盟，也和強悍的蘇族人結成鬆散聯盟。由此他們得以向南大肆擴張自己的領地。阿拉帕霍人善於在馬背上進行格鬥，南征時他們先後擊敗了基奧瓦人和科曼奇人等部族，佔領了他們的地盤。隨後他們又在東部擊敗了奧塞奇族、波尼族人和奧馬哈人，在西部擊敗了猶他人和休休尼人，成為了高原上和平原南部實力最強的部族之一。後來他們又繼續南征，和納瓦荷人、普韋布洛人以及阿帕契人的部落展開了拉鋸戰，成為了原住民中最為好战的一支。美軍西征蘇族人時，夏延人加入的戰爭，隨後作為盟友的阿拉帕霍人也參戰。阿拉帕霍人、夏延人和蘇族人等幾個善戰的部族一起成功地阻擊了美軍的進攻。後來經過談判，阿拉帕霍人進入了保留區。

## 文化

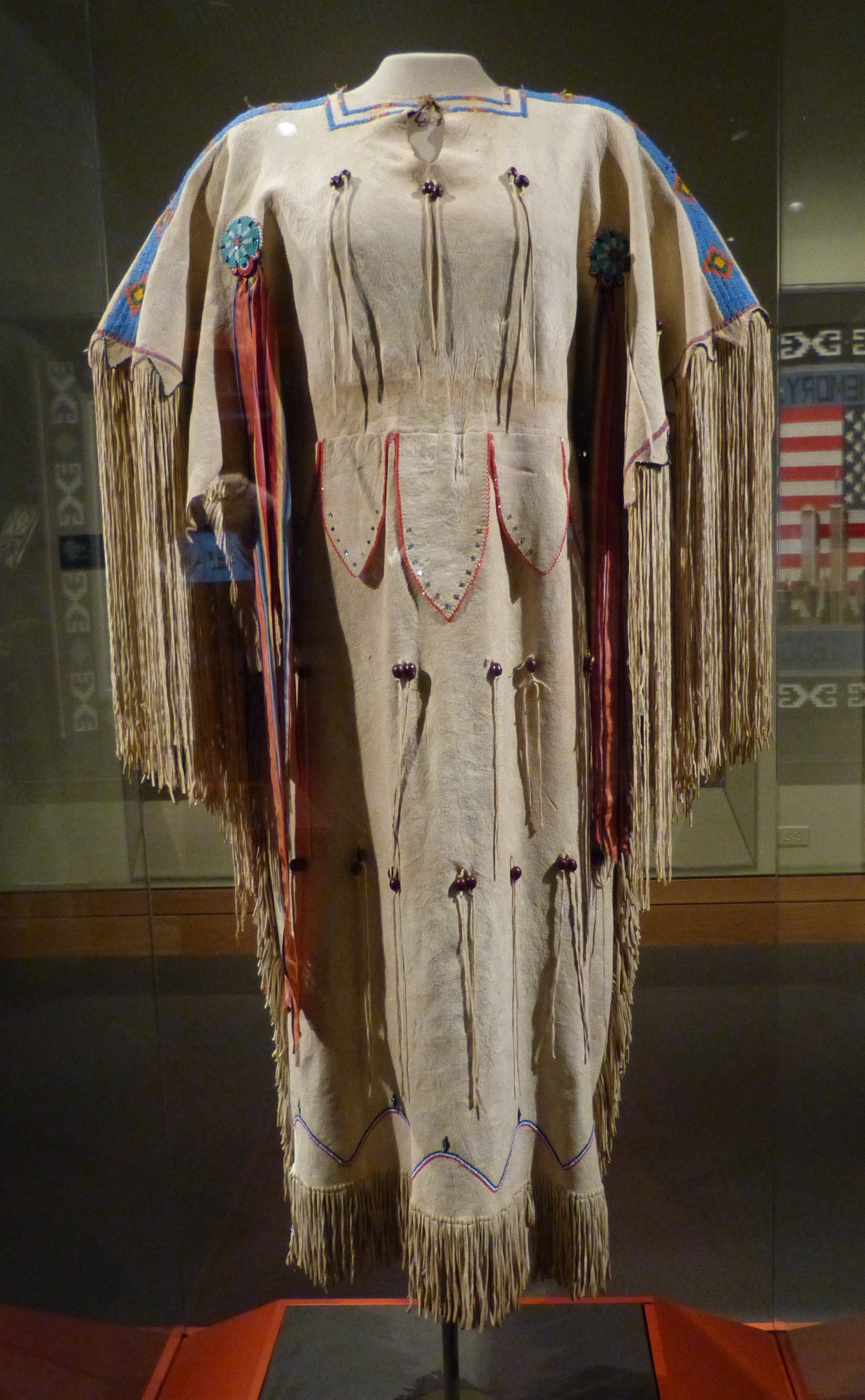
阿拉帕霍服裝

### 性別和分工
傳統上，男人負責狩獵。馬被引入後，北美野牛成為主要的食物來源 - 肉、器官和血液都被消耗掉了。血液用來飲用或將其製成布丁。女性（和雙靈人）傳統上負責食品準備和製作毛皮，以製作衣服和床上用品、馬鞍和房屋的材料。
對於阿拉帕霍人來說，那些在當代原住民文化中被稱為雙靈或第三性別的人在歷史上具有社會和精神作用。

## 註腳
1. ↑   (PDF). census.gov.   [2019-07-26]. （原始内容存档 (PDF)于2014-12-09）.
2. ↑  .   [2020-06-02]. （原始内容存档于2015-07-22）.
3. ↑  Fred Eggan, Loretta Fowler: Arapaho Politics, 1851–1978: Symbols in Crises of Authority, ISBN 978-0803268623
4. ↑  Petter, Rodolphe. . HathiTrust.   [2020-06-02]. （原始内容存档于2018-10-01）.
5. 1 2  Mary Inez Hilger, Arapaho Child Life and Its Cultural Background (1952)
6. ↑  .   [2019-07-26]. （原始内容存档于2017-09-04）.
7. ↑  .   [2019-07-26]. （原始内容存档于2018-02-12）.
8. ↑  Alfred Kroeber, The Arapaho (1902)
9. ↑  Sabine Lang, Men as Women, Women as Men ISBN 0292777957, 2010)